# HD10779
HD10779 — подвійна зоря. 
Ця подвійна система має видиму зоряну величину в смузі V приблизно 8,8.
Вона розташована на відстані близько 813,4 світлових років від Сонця.

## Подвійна зоря
Головна зоря цієї системи належить до хімічно пекулярних зір й має спектральний клас A1.
Інша компонента має  спектральний клас  .